# Zierliche Südschrecke
Die Zierliche Südschrecke (Pachytrachis gracilis) ist eine Langfühlerschrecke aus der Unterfamilie der Tettigoniinae innerhalb der Überfamilie der Laubheuschrecken.

## Merkmale
Die Zierliche Südschrecke ähnelt im Körperbau der Gestreiften Südschrecke, kann aber aufgrund der Färbung kaum mit dieser verwechselt werden. Der Hinterleib ist lang und schmal, der Halsschild ist leicht nach hinten verlängert und bedeckt große Teile der kurzen Flügel. Die kräftigen Beine tragen an den Unterschenkeln kurze schwarze Stacheln, die an den vorderen Beinpaaren größer sind und weiter auseinander stehen. Die Grundfarbe reicht von weißlich grau über hellgraubraun oder gelbbraun. Der Körper ist von einer ähnlichen Zeichnung überzogen wie bei der Gestreiften Südschrecke, diese ist jedoch sehr blass und verschwommen. Über und vor dem Auge befindet sich ein dunkler rötlicher oder brauner Fleck, der durch einen weißlichen Strich nach hinten zerteilt wird. Vom Halsschildvorderrand zieht sich ein breites blass braunes Band breit auslaufend über die Halsschildseitenlappen bis auf den hinteren Teil des Halsschilds und auf den Hinterleib, wo es sich langsam auflöst und in dunkle Flecken oder Punkte zerfällt. Dieses Band kann mehr oder weniger stark ausgebildet sein, es kann ganz fehlen oder auch dunkel braunschwarz gefärbt sein. Der Bauch ist weißlich. Auf den Hinterschenkeln befinden sich dunkelbraune Querstriche, die übrigen Beinpaare sind an den Schenkeln dunkel gepunktet. Die Gelenkregionen der Beine sind dunkel. Die ersten und letzten Fußglieder sind dunkelbraun. Die gelbbraunen Facettenaugen tragen einen dunklen Punkt in der Mitte. Die Cerci des Männchens sind lang, gerade und ungezähnt. Der Legebohrer des Weibchens ist ungewöhnlich lang und weitgehend gerade, er ist nur in der hinteren Hälfte leicht aufwärts gebogen und weist an seiner Spitze eine leichte Abstufung nach unten auf. Die Körperlänge beträgt 14 bis 19 Millimeter.

## Lebensweise und Verbreitung
Die Zierliche Südschrecke hält sich häufig auf Sträuchern auf. Sie kommt auf langgrasigen Wiesen, an Waldrändern, in Gebüschen und anderen stärker bewachsenen Gebieten vor. Ihr Verbreitungsgebiet reicht vom südlichen Österreich und Südtirol über Slowenien, Kroatien, Bosnien und Herzegowina und Serbien und Montenegro bis nach Albanien. Imagines treten von Juli bis Oktober auf.